# Federación Democrática
La Federación Democrática (Federazione Democrática) (FD) fue un partido político italiano de corte socialdemócrata y regionalista de Cerdeña.
Fue creado en 1994, básicamente por miembros del Partido Socialista Italiano, el Partido Socialista Democrático Italiano y el Partido Republicano Italiano, después de que estos partidos fueron severamente dañados por es escándalo Tangentopoli. El líder del nuevo partido era Antonello Cabras, un socialista que había sido presidente de Cerdeña desde 1991 hasta 1994. En las elecciones regionales de 1994 FD obtuvo un 5,2% de los votos y 4 diputados regionales.
En 1998 el partido se fusionó con el Partido Democrático de la Izquierda (PDS) y otros grupos para formar Demócratas de Izquierda (DS), del que se convirtió en una sección regional sarda. En las elecciones regionales de 1999 regional, debido a su autonomía política dentro de DS, FD presentó una lista propia, obteniendo el 5,8% de los votos y 4 diputados regionales.
Desde 1996 FD ha estado representada en la Cámara de Diputados por Antonello Cabras y Giovanni Murineddu. Tras la integración de DS en el Partido Democrático (PD) en 2007, Cabras fue elegido secretario regional del partido, derrotando a Renato Soru, Presidente de la Región. 